# Iglesia de la Asunción (Calaceite)
La iglesia de la Asunción en Calaceite (Provincia de Teruel, España) es una iglesia de planta de salón, construida en mampostería combinada con sillar a finales del siglo XVII, partiendo de modelos renacentistas. Forma un potente volumen, aunque no demasiado destacado por encontrarse ubicada en el casco histórico de la localidad, rodeado por otras construcciones. 

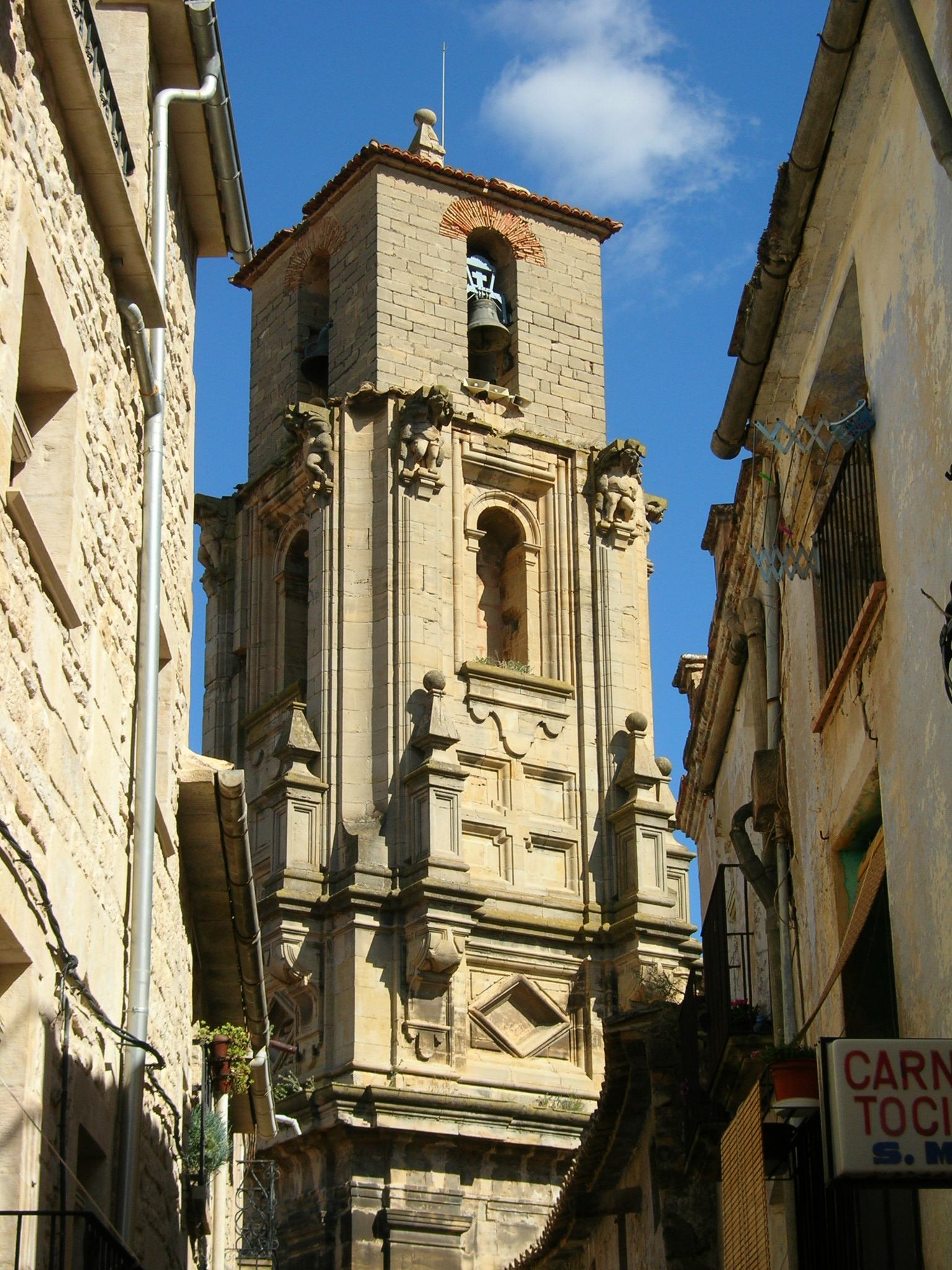
Campanario

El espacio interior es diáfano y luminoso. Consta de tres naves de la misma altura con capillas laterales entre los contrafuertes, crucero no marcado en planta pero sí en alzado y cabecera poligonal flanqueada por dos capillas de planta cuadrada. Las naves aparecen separadas por grandes pilares cruciformes con semicolumnas adosadas en sus cuatro frentes. 
Al exterior destaca su magnífica fachada barroca de enorme plasticidad. Se trata de una portada triple rematada por un frontón triangular, en la que sobresale el tratamiento del vano central, flanqueado por enormes columnas salomónicas y coronado por una hornacina con la imagen de la Virgen. 
En uno de sus ángulos se levanta la torre, cuyos dos primeros cuerpos datan del siglo XVIII, mientras que el tercero, el cuerpo de campanas, es un añadido posterior. En la distancia, también destaca el gran tambor con linterna que envuelve la cúpula con la que se cubre el crucero. 